# Petropars

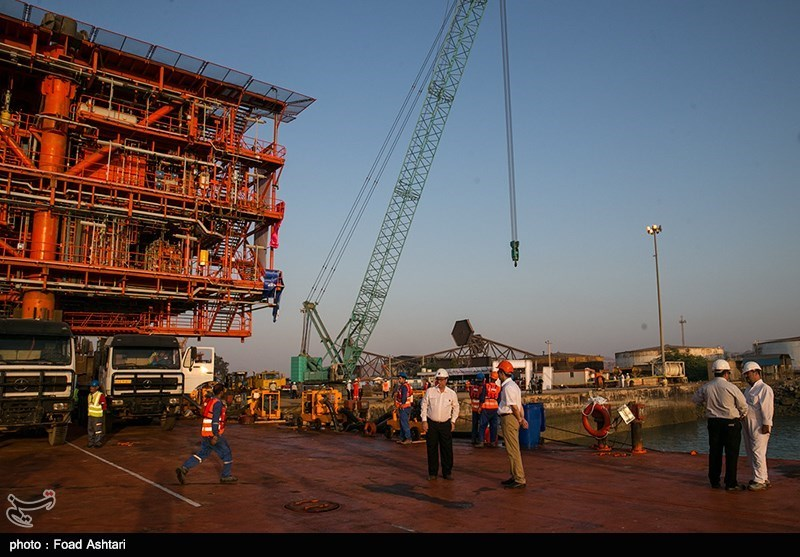
Compagnie pétrolière iranienne

Petropars est une compagnie pétrolière iranienne. 
Elle fait partie d'un consortium d'entreprises pétrolières incluant Total et le CNPC dans l'exploitation du gisement gazier North Dome (ou South Pars).